# 羅薩里多
32°19′N 117°01′W / 32.317°N 117.017°W

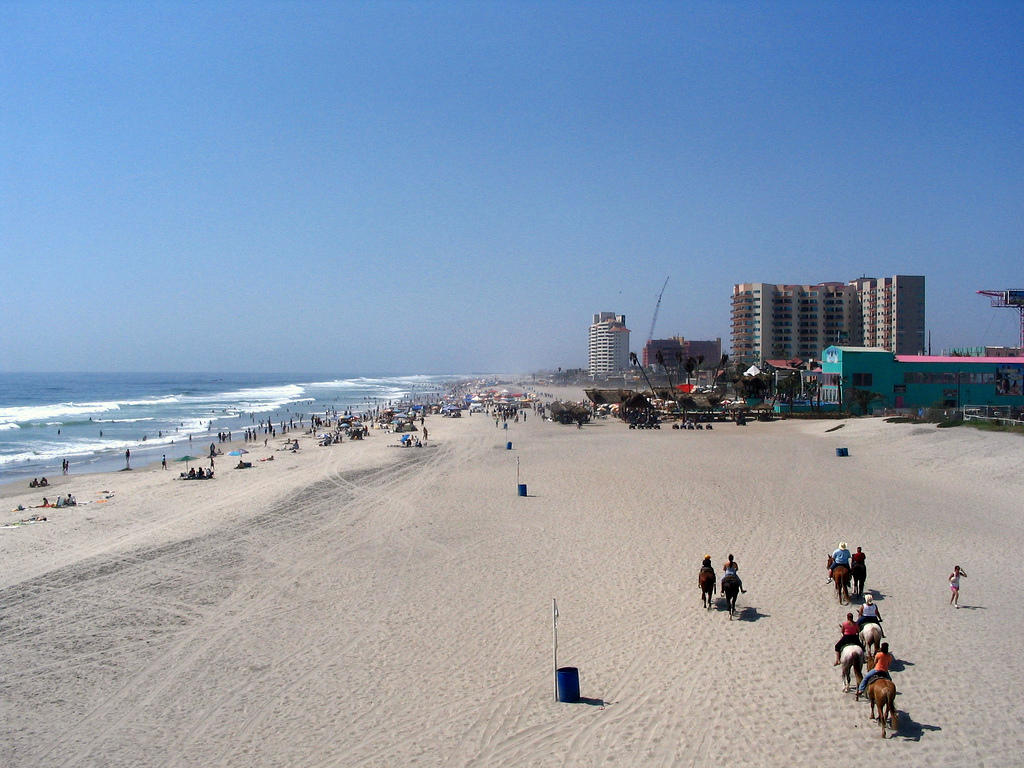
羅薩里多

羅薩里多（西班牙語：Rosarito）是墨西哥下加利福尼亞州的城市，距離北面蒂華納的美墨邊境約35分鐘車程。二十世紀福斯為拍攝《鐵達尼號》，曾在海灘建造了佔地40英畝的攝製場地和一艘5層樓高、與「鐵達尼號」真船差不多大小的佈景船；部份場景如船上餐廳、洗手間等保留為博物館。

## 歷史
1825年，開始出現私人牧場；1885年，第一個牧場的主人逝世，其子向總統提出繼承地權並獲批，象徵墨西哥政府正式納入牧場制度及承認私有土地。
1995年12月1日，羅薩里多從蒂華納市郊改組成一個獨立城市，連同周圍地區組成下加州第五個自治區，標誌羅薩里多進入第八個發展階段，整個自治區擁有約40英里海岸線。